# 江田知子
江田 知子（えだ ともこ、1979年6月24日 - ）は、日本の女性実業家、美容家。東京都杉並区出身。血液型はO型、身長は158cm。

## 人物
東京都品川区出身の父、東京都杉並区出身の母を持ち、東京生まれ、東京育ち。2歳上の姉がいる。3歳から中学時代は水泳で選手を行いジュニアオリンピック手前まで行くほどスポーツが得意。中学・高校時代は姉妹で読者モデルをし、地元では知らない人がいないほど有名。10代の頃から人気でファンクラブもあり、現在もファンの会員がいるほど。男性ファンだけでなく、女性のファンも多い。子供は7人。子だくさんママに見えないギャップから美魔女社長としてメディアからも注目されモデルも行っている。美容師免許保持。複数の会社を経営。
一般社団法人セルフビューティー総合協会（SBG協会）理事長。トータルビューティSOEUR代表。RHKトータルアカデミー代表。美容業界で15年以上活動をし、主催する美容関連講座にて10万人以上の生徒を輩出している美容家。

## 経歴
- 2004年

ネイル・まつげのサロンを開き開業。
- 2006年

SOEURにてスクールを開講。施術、講師、商談、原稿、全てを自身でこなし、生徒を獲得。トータルビューティーサロンはスタッフ複数人がメインとなる。
- 2010年

新宿にセルフビューティー総合協会とRHKトータルアカデミーSOEURを立ち上げる。同時に商標登録も保持。株式会社を設立。RHKトータルアカデミーSOEURでは70種類の通信&通学講座を開設。専任講師を設け、安価での受講を実現にしており、生徒が負担とならないようなシステムで資格取得を可能にしている。
- 2011年

スクール（アカデミー）部門で１位を獲得。（この年から数年間1位をキープ）
- 2012年

60講座以上を開設し、それを指導するカリスマ講師となる。
- 2016年

拠点を杉並区へ戻し、事務所を拡大。講師やインストラクターのためのアカデミージャパン大会(SBG協会主催)を発足させ審査員長を務める。
- 2017年

サロンをフルリニューアルし、駅前にトータルビューティーSOEUR カフェ併設バーをオープン。

## 出演

### テレビ
- スーパーマリオクラブ (1993年、テレビ東京)

### 雑誌
- レモン (1994年)
- テレビブロス (1996年)
- ホットドッグ・プレス (1996-1999年)